# Bombus auricomus
Bombus auricomus là một loài Hymenoptera trong họ Apidae. Loài này được Robertson mô tả khoa học năm 1903.

## Hình ảnh

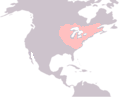
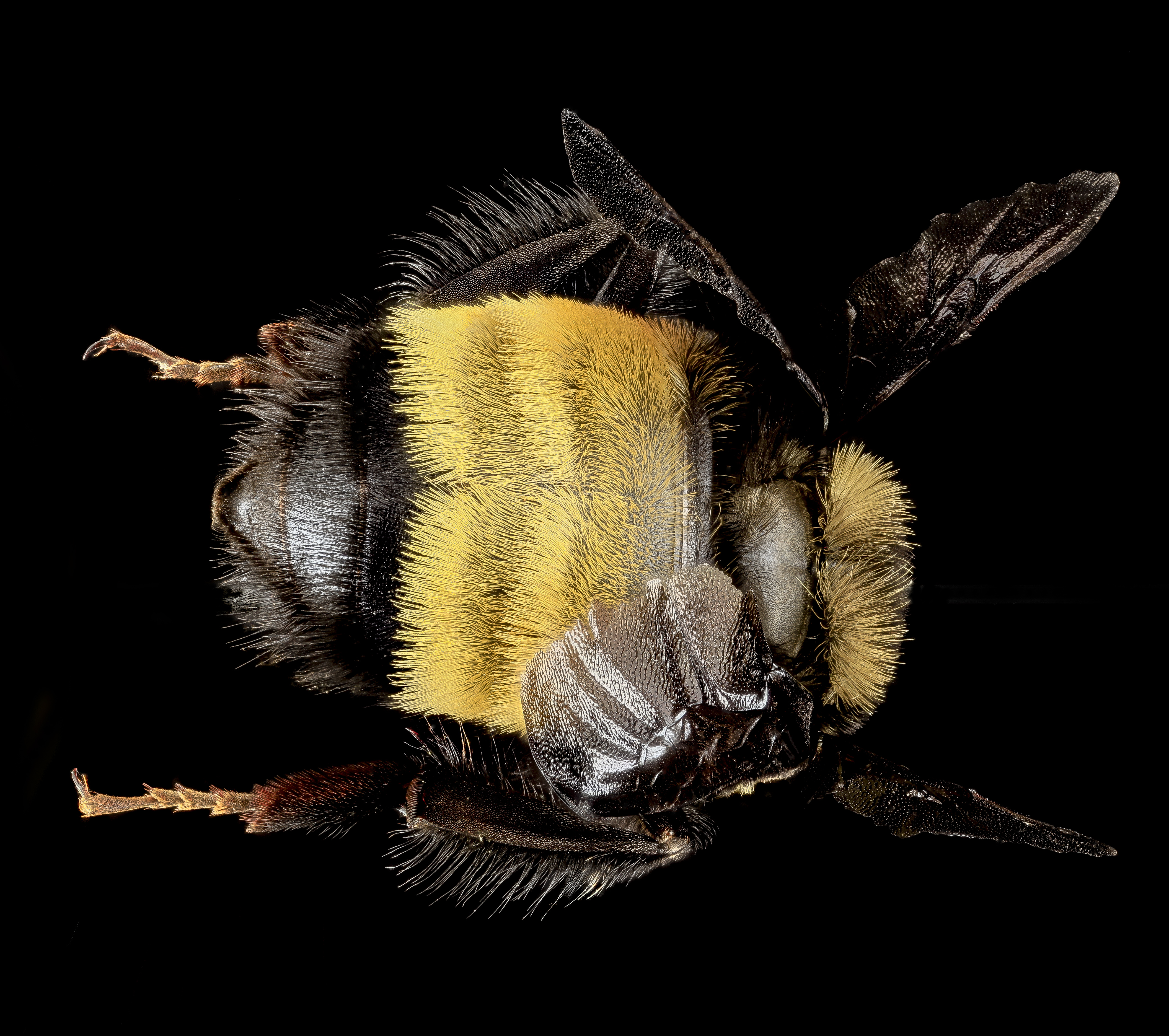
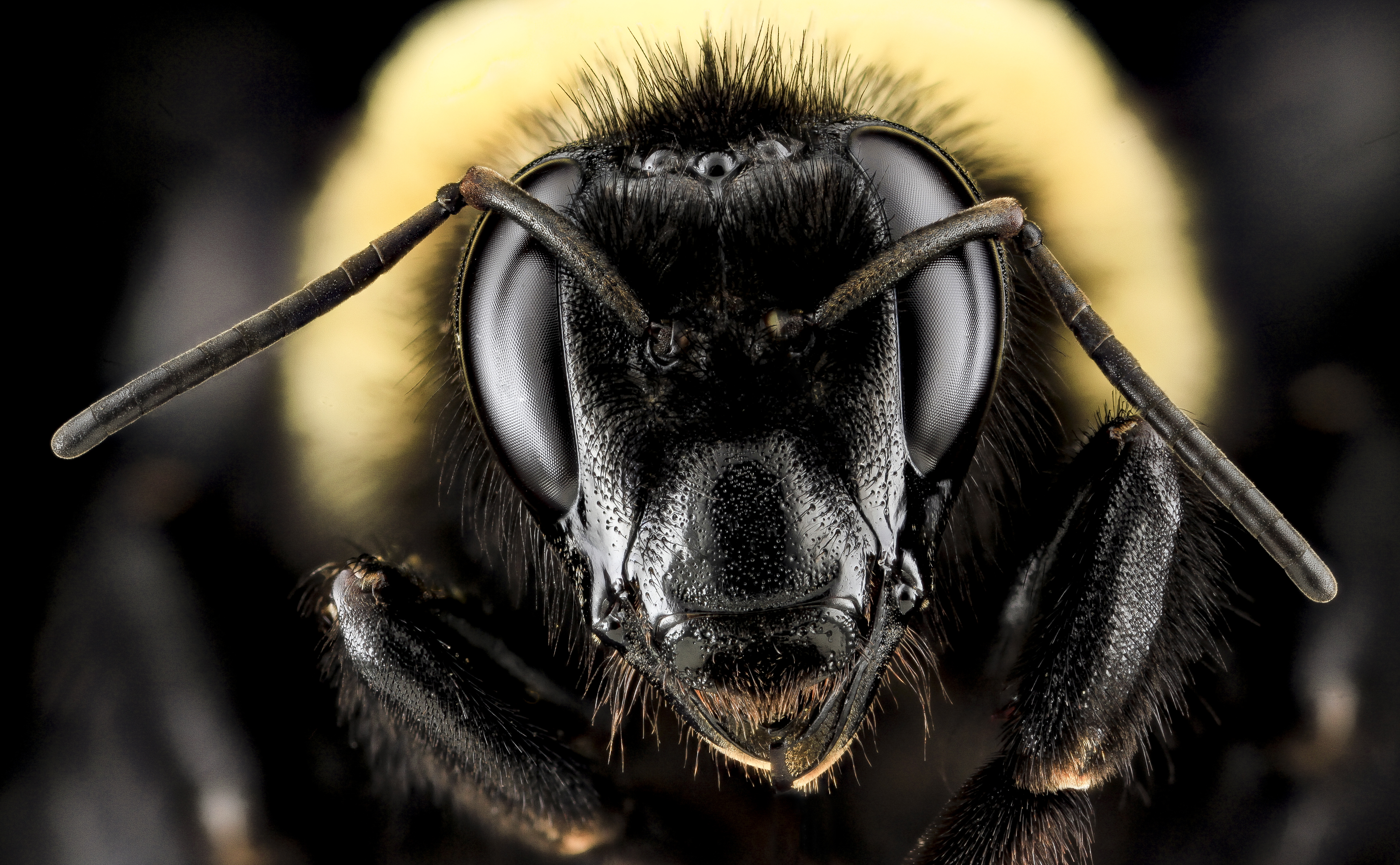
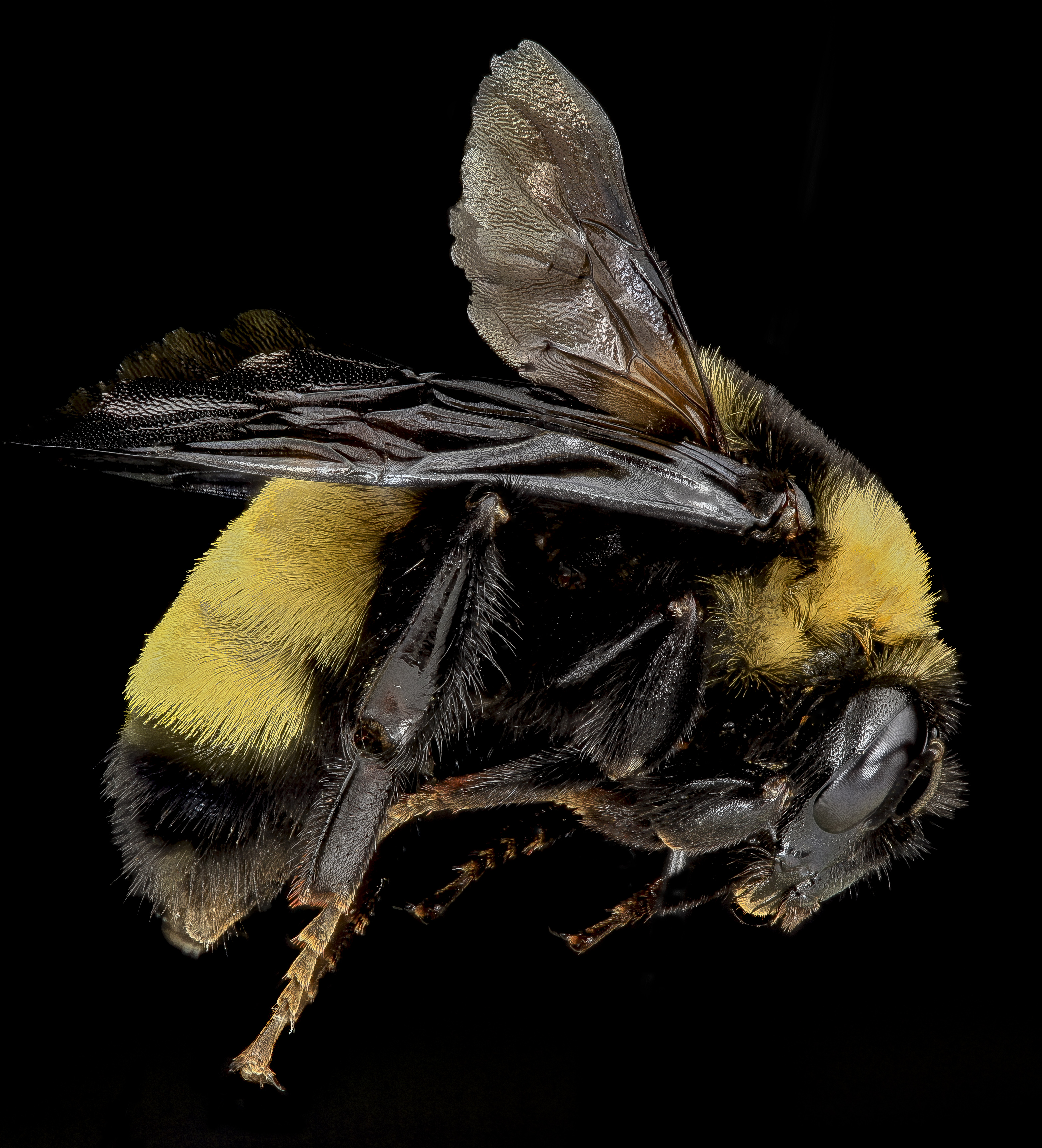